# الساقية (غرناطة)
الساقية  هي مدينة وبلدية تقع في مقاطعة غرناطة في إسبانيا.